# Respect (Film)
Respect ist eine US-amerikanische Filmbiografie über Aretha Franklin aus dem Jahr 2021, die am 13. August 2021 erschien. Regie führte Liesl Tommy, das Drehbuch schrieb Tracey Scott Wilson. Die Hauptrollen übernahmen die Oscar-Preisträger Jennifer Hudson und Forest Whitaker.

## Handlung
Der Film behandelt den Lebensweg der Sängerin Aretha Franklin vom 10-jährigen Mädchen über ihren Aufstieg zum Superstar bis zur Liveaufnahme des Gospelalbums Amazing Grace im Jahr 1972.

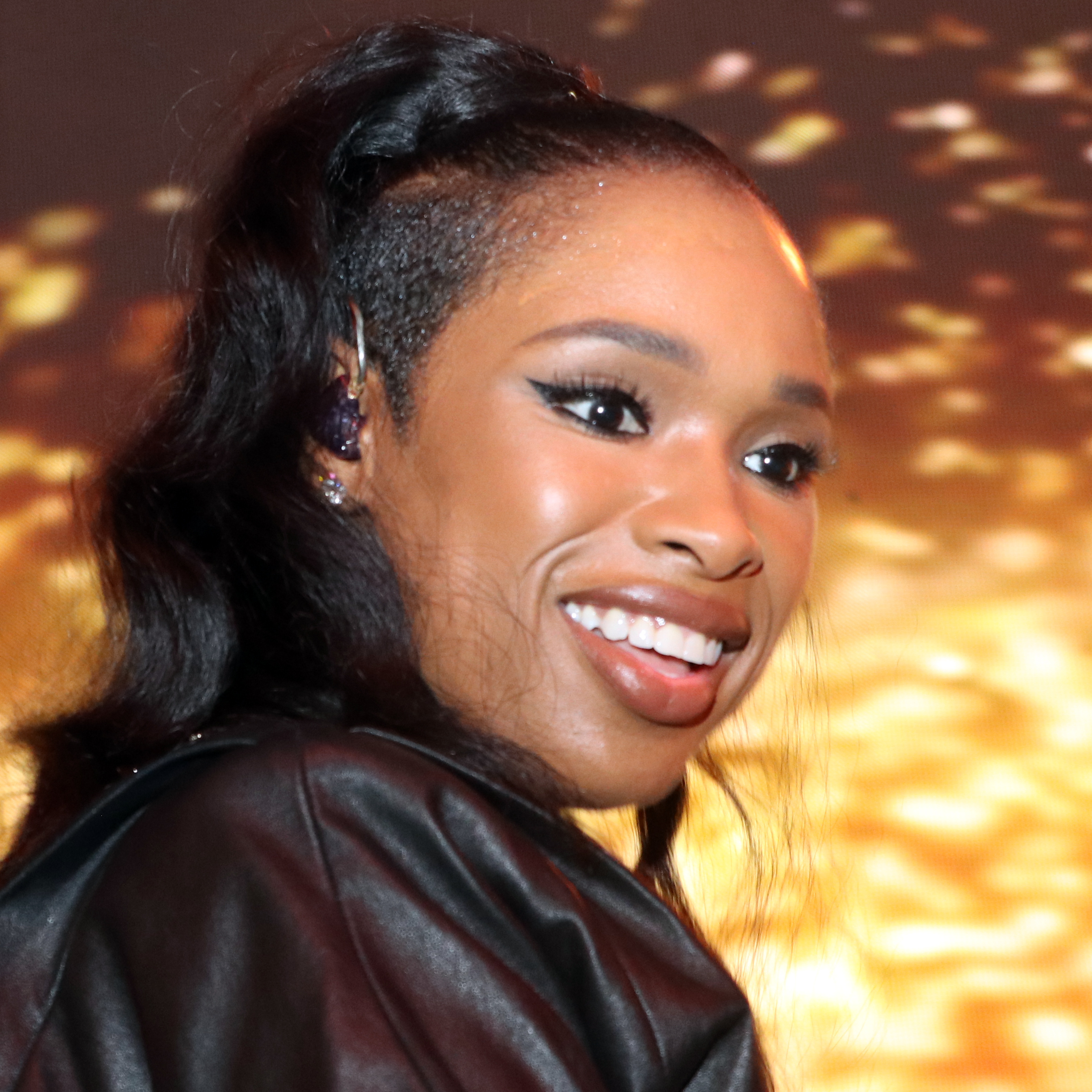
Jennifer Hudson spielt in dem Film die Sängerin Aretha Franklin

## Produktion
Im Januar 2019 wurde Liesl Tommy als Regisseurin für den Film engagiert. Der Rest der Besetzung kam im Oktober 2019 dazu, darunter Forest Whitaker, Marlon Wayans, Audra McDonald und Mary J. Blige. Die Dreharbeiten begannen am 2. September 2019 in Atlanta, und wurden am 15. Februar 2020 abgeschlossen.

## Veröffentlichung
Respect kam in den USA am 13. August 2021 in die Kinos. Früher geplante Veröffentlichungstermine waren unter anderem auch der 14. August und der 9. Oktober 2020. Der Kinostart in Deutschland war am 25. November 2021.

## Rezeption
Das Budget für Respect betrug 55 Millionen US-Dollar.

### Kritiken
Bei Rotten Tomatoas bekam der Film eine Zustimmungsrate von 63 Prozent. Bei Metacritic erreichte Respect eine Punktzahl von 63 bei 34 Kritiken.